# Pentila maculata
Pentila maculata är en fjärilsart som beskrevs av Kirby 1887. Pentila maculata ingår i släktet Pentila och familjen juvelvingar. Inga underarter finns listade i Catalogue of Life.

## Bildgalleri

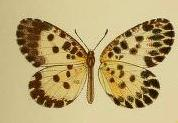
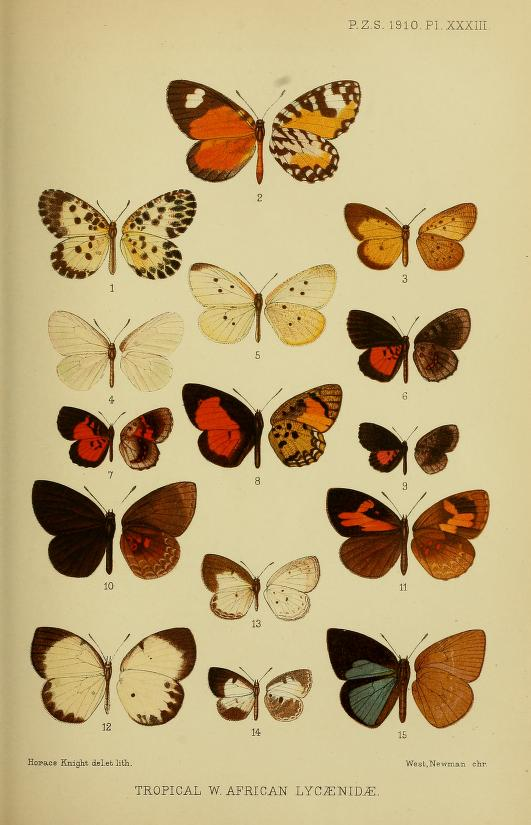